# Мишель, Лиа
Ли́а Мише́ль Сарфа́ти (англ. Lea Michele Sarfati, род. 29 августа 1986, Бронкс, Нью-Йорк, США) — американская актриса, певица и автор песен. Наибольшую известность получила благодаря участию в телесериале компании Fox «Хор» (2009—2015), в котором исполнила роль Рейчел Берри.

## Ранние годы
Мишель родилась в Бронксе, штат Нью-Йорк, в семье Эдит Сарфати и Марка Сарфати. Мать Лии является американкой итальянского происхождения и католичкой, а отец имеет сефардские еврейские корни. Она выросла в Тенафлае, Нью-Джерси, где училась в Tenafly High School. Она также проходила обучение в Stagedoor Manor в Кэтскилсе, в центре обучения сценическому искусству. В 2004 году Мишель была принята в Tisch School of the Arts в Университете Нью-Йорка, но вместо учёбы решила продолжать выступать на сцене.

## Карьера
В 8 лет Мишель вместе с друзьями отправилась на открытое прослушивание для мюзиклов. Она поставила перед собой цель и добилась своего, получив главную роль в бродвейской постановке. Лиа дебютировала на Бродвее в 1995 году, в нью-йоркской постановке Les Misérables. За этим последовала её роль в оригинальной бродвейской постановке Ragtime в 1998 году. В 2004 году она принимает участие в бродвейской постановке Fiddler on the Roof.
В 2006 году она выступает в постановке Spring Awakening (рус. Весеннее пробуждение). Лиа была номинирована на Drama Desk Award за её участие в «Spring Awakening» как Выдающаяся актриса в мюзикле. 18 мая 2008 года она покинула «Spring Awakening».
С 2009 по 2015 год Мишель снималась в сериале «Хор» производства кинокомпании Fox, где она играет певицу школьного хора New Directions, Рейчел Барбару Берри. Пилотная серия сериала стартовала 19 мая 2009 года. За участие в сериале Лиа выиграла Screen Actors Guild Award за выдающиеся выступления на сцене и премию «Спутник» в 2009 году как лучшая актриса, опередив таких известных актрис как Эди Фалко, Тони Коллетт и Тина Фей. Она также была номинирована на «Эмми», «Золотой глобус», и «Teen Choice Award». Её кавер-версия песни группы The All-American Rejects «Gives You Hell» занимала первое место в ирландских чартах и 40 позицию в чарте «US Billboard 200.»
В журнале Time Magazine она была в списке «Самых влиятельных людей мира 2010 года». FHM назвал её седьмой в списке «Самых сексуальных женщин 2010 года». В мае 2010-го сайт AfterEllen.com сделал её шестнадцатой в «Горячей десятке 2010-го». В этом же месяце Victoria’s Secret Sexy List выбрал её как обладательницу «самой сексуальной улыбки». В 2014 году выпустила свой дебютный альбом Louder и книгу «Brunette Ambition». 23 мая 2013 года стало известно, что Мишель заключила контракт с Random House и Harmony Books на написание автобиографии, рассказывающей о её восхождении от бродвейской актрисы до звезды комедийно-драматического сериала Fox Glee.
С 2015 по 2016 год снималась в сериале «Королевы крика», где она сыграла невзрачную девушку с шейным корсетом, Эстер Ульрих / Шанель #6. Пилотная серия стартовала 22 сентября 2015 года. Также 22 сентября вышла её вторая книга «You First — Journal Your Way to Your Best Life».

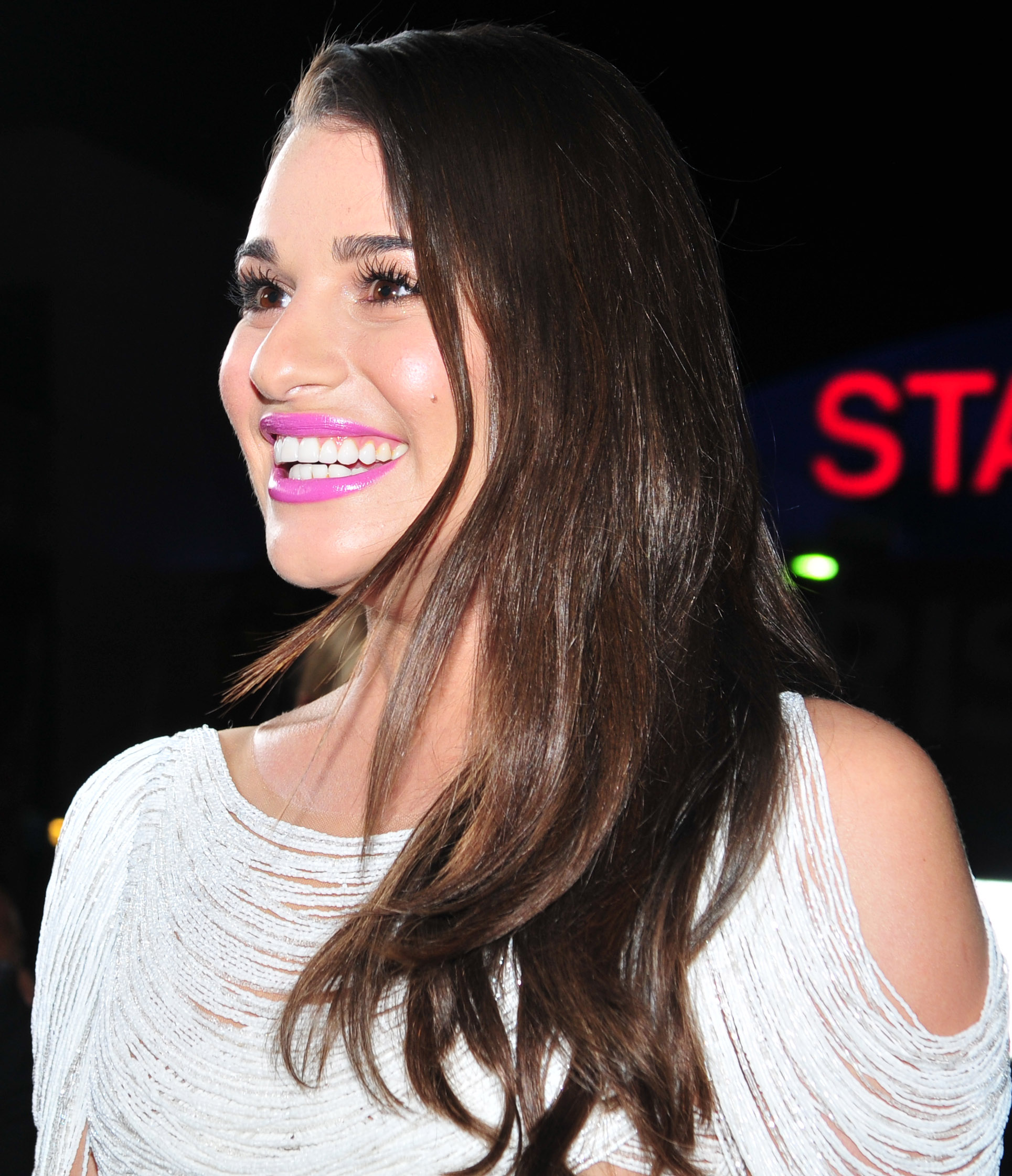
Лиа Мишель в 2012 году

26 января 2017 года Лиа сообщила официальное название второго альбома — Places. Дата выхода — весна 2017. Так же, стало известно, что лид-синглом в поддержку пластинки стала песня под названием «Love Is Alive».

## Личная жизнь
В своей книге Brunette Ambition актриса призналась, что у них с Мэттью Моррисоном был роман.
С января 2012 года по июль 2013 года Лиа встречалась с партнёром по сериалу «Хор» Кори Монтейтом. 13 июля 2013 года Монтейт был найден мертвым в отеле «Pacific Rim Hotel» в Ванкувере. Песни «If You Say So» из первого сольного альбома Лии и «Hey You», «Getaway Car» из второго были посвящены ему.
С 2014 по 2016 год встречалась с моделью Мэттью Пэтсом (англ. Matthew Paetz).
Незадолго до 30-летия Мишель был диагностирован синдром поликистозных яичников.
В июле 2017 года, появилась информация, что Мишель встречается с бизнесменом Зенди Ричем.. 28 апреля 2018 года, через Instagram пара сообщила о помолвке. Они поженились 9 марта 2019 года в Северной Калифорнии. 27 апреля 2020 года стало известно, что супруги ожидают появления своего первенца. 20 августа 2020 года у пары родился сын, которого назвали Эвер Лео.
Лиа Мишель активно участвует в благотворительности, выступает за защиту прав животных. В апреле 2010 она появилась на PSA для PETA, выступая против меха. В 2008 году была частью компании PETA, выступая с девизом «Откажись от жестокости!». В поддержку прав геев Мишель выступала на ужине Human Rights Campaign в ноябре 2009 года.

## Дискография

### Студийные альбомы
| Название              | Информация                                                                                    |
| --------------------- | --------------------------------------------------------------------------------------------- |
| Louder                | - Релиз: 3 марта 2014 - Лейбл: Columbia Records - Формат: CD, цифровая дистрибуция            |
| Places                | - Релиз: 28 апреля 2017 - Лейбл: Columbia Records - Формат: CD, цифровая дистрибуция          |
| Christmas In The City | - Релиз: 25 октября 2019 - Лейбл: Sony Music Entertainment - Формат: CD, цифровая дистрибуция |

### Мини-альбомы
| Название | Информация                                                                                      |
| -------- | ----------------------------------------------------------------------------------------------- |
| Forever  | - Ожидается: 5 ноября 2021 - Лейбл: Sony Music Entertainment - Формат: CD, цифровая дистрибуция |

### Синглы
| «Cannonball»                                                     | 10 декабря 2013 | 75 | 45 | — | 49 | 48 | 80 | 27 | 82 | 32 | 56 | Louder                |
| «On My Way»                                                      | 4 мая 2014      | —  | —  | — | 81 | 45 | —  | —  | —  | 45 | —  | Louder                |
| «Love Is Alive»                                                  | 2 марта 2017    | —  | —  | — | —  | —  | —  | —  | —  | —  | —  | Places                |
| «Christmas In New York»                                          | 18 ноября 2019  | —  | —  | — | —  | —  | —  | —  | —  | —  | —  | Christmas In The City |
| «—» означает, что сингл не попал в чарт страны или не был издан. |                 |    |    |   |    |    |    |    |    |    |    |                       |

### Промосинглы
| Название сингла                                                  | Релиз | Места в чартах | Места в чартах | Места в чартах | Места в чартах | Места в чартах | Места в чартах | Альбом                |
| Название сингла                                                  | Релиз | US             | CAN            | DEN            | FRA            | IRE            | SPA            | Альбом                |
| ---------------------------------------------------------------- | ----- | -------------- | -------------- | -------------- | -------------- | -------------- | -------------- | --------------------- |
| «Battlefield»                                                    | 2013  | —              | —              | —              | 117            | 66             | —              | Louder                |
| «Louder»                                                         | 2014  | —              | 64             | 40             | 46             | —              | 47             | Louder                |
| «What Is Love?»                                                  | 2014  | —              | 99             | —              | 55             | —              | 45             | Louder                |
| «You’re Mine»                                                    | 2014  | —              | 83             | —              | 47             | —              | —              | Louder                |
| «Anything’s Possible»                                            | 2017  | —              | —              | —              | —              | —              | —              | Places                |
| «Run To You»                                                     | 2017  | —              | —              | —              | —              | —              | —              | Places                |
| «Getaway Car»                                                    | 2017  | —              | —              | —              | —              | —              | —              | Places                |
| «It’s The Most Wonderful Time Of The Year»                       | 2019  | —              | —              | —              | —              | —              | —              | Christmas In The City |
| «—» означает, что сингл не попал в чарт страны или не был издан. |       |                |                |                |                |                |                |                       |

## Видеоклипы
| Клип                    | Дата релиза | Год  | Режиссёр         | Альбом                |
| ----------------------- | ----------- | ---- | ---------------- | --------------------- |
| - Cannonbal             | 9 января    | 2014 | Роберт Хэйлс     | Louder                |
| - On My Way             | 19 мая      | 2014 | Ханна Люкс Дэвис | Louder                |
| - Christmas In New York | 19 ноября   | 2019 | нет информации   | Christmas In The City |

## Фильмография
| Год       |    | Русское название               | Оригинальное название            | Роль                    |
| --------- | -- | ------------------------------ | -------------------------------- | ----------------------- |
| 1998      | мф | Бастер и Чонси: Озорные друзья | Buster & Chauncey's Silent Night | Кристина                |
| 2000      | с  | Третья смена                   | Third Watch                      | Сэмми                   |
| 2010      | мс | Симпсоны                       | The Simpsons                     | Сара                    |
| 2011      | мс | Шоу Кливленда                  | The Cleveland Show               | Рейчел Берри            |
| 2011      | ф  | Хор: Живой концерт в 3D        | Glee: The 3D Concert Movie       | Рейчел Берри            |
| 2011      | ф  | Старый Новый год               | New Year's Eve                   | Элиза                   |
| 2014      | с  | Сыны анархии                   | Sons of Anarchy                  | Герти                   |
| 2014      | мф | Дороти из страны Оз            | Legends of Oz: Dorothy's Return  | Дороти Гейл             |
| 2009—2015 | с  | Хор                            | Glee                             | Рейчел Берри            |
| 2012      | с  | Проект «Хор»                   | The Glee Project                 | Играет саму себя        |
| 2015—2016 | с  | Королевы крика                 | Scream Queen                     | Эстер Ульрих            |
| 2017      | с  | Измерение 404                  | Dimension 404                    | Аманда                  |
| 2017—2018 | с  | Мэр                            | The Mayor                        | Валентина «Вэл» Барелла |

## Роли в театре
| Год       | Название             | Роль                | Место проведения                           | Ист.   |
| --------- | -------------------- | ------------------- | ------------------------------------------ | ------ |
| 1995-1996 | Отверженные          | Козетта в молодости | Императорский театр (Бродвей)              |        |
| 1997      | Регтайм              | маленькая девочка   | Центр искусств Торонто                     | [ 29 ] |
| 1998-1999 | Регтайм              | маленькая девочка   | Лирический театр                           | [ 30 ] |
| 2004      | Дневник Анны Франк   | Анна Франк          | Театр «Круглый дом»                        | [ 31 ] |
| 2004-2005 | Скрипач на крыше     | Шпринце             | Минский театр                              | [ 32 ] |
| 2006      | Горячий и сладкий    | Налин               | Нью-Йоркский фестиваль музыкальных театров | [ 33 ] |
| 2006      | Весеннее пробуждение | Вендла Бергманн     | Театральная компания «Атлантик»            | [ 34 ] |
| 2006-2008 | Весеннее пробуждение | Вендла Бергманн     | Театр Юджина О'Нила                        | [ 34 ] |
| 2008      | Живой мир            | Фиби                |                                            | [ 35 ] |
| 2008      | Отверженные          | Эпонина             | Hollywood Bowl                             | [ 36 ] |
| 2010      | Скалистый ужас       | Джанет Вайс         | Театр Вильтерна                            | [ 37 ] |

## Награды и номинации
Полный список наград и номинаций на сайте IMDb.com.
| Награда                        | Год  | Категория                                                        | Работа                    | Результат |
| ------------------------------ | ---- | ---------------------------------------------------------------- | ------------------------- | --------- |
| Эмми                           | 2010 | Лучшая женская роль в комедийном телесериале                     | Хор                       | Номинация |
| Золотой глобус                 | 2010 | Лучшая женская роль в телевизионном сериале — комедия или мюзикл | Хор                       | Номинация |
| Золотой глобус                 | 2011 | Лучшая женская роль в телевизионном сериале — комедия или мюзикл | Хор                       | Номинация |
| Премия Гильдии киноактёров США | 2010 | Лучший актёрский состав в комедийном сериале                     | Хор                       | Победа    |
| Премия Гильдии киноактёров США | 2011 | Лучший актёрский состав в комедийном сериале                     | Хор                       | Номинация |
| Премия Гильдии киноактёров США | 2012 | Лучший актёрский состав в комедийном сериале                     | Хор                       | Номинация |
| Премия Гильдии киноактёров США | 2013 | Лучший актёрский состав в комедийном сериале                     | Хор                       | Номинация |
| Спутник                        | 2009 | Лучшая женская роль в телевизионном сериале — комедия или мюзикл | Хор                       | Победа    |
| Спутник                        | 2010 | Лучшая женская роль в телевизионном сериале — комедия или мюзикл | Хор                       | Номинация |
| Грэмми                         | 2011 | Лучшее поп-исполнение дуэтом или группой                         | Don’t Stop Believin       | Номинация |
| Грэмми                         | 2011 | Лучший саундтрек                                                 | Glee: The Music, Volume 1 | Номинация |
| Грэмми                         | 2012 | Лучший саундтрек                                                 | Glee: The Music, Volume 4 | Номинация |
| Teen Choice Awards             | 2009 | Выбор актрисы: Новая звезда                                      | Хор                       | Номинация |
| Teen Choice Awards             | 2010 | Выбор актрисы: Комедия                                           | Хор                       | Номинация |
| Teen Choice Awards             | 2010 | Выбор музыкальной группы                                         | Хор                       | Номинация |
| Teen Choice Awards             | 2011 | Выбор музыкальной группы                                         | Хор                       | Номинация |
| Teen Choice Awards             | 2012 | Выбор TV актрисы: Комедия                                        | Хор                       | Победа    |
| Teen Choice Awards             | 2012 | Выбор сцены                                                      | Старый новый год          | Номинация |
| Teen Choice Awards             | 2013 | Выбор TV актрисы: Комедия                                        | Хор                       | Победа    |
| Teen Choice Awards             | 2013 | Выбор звезды                                                     | н/д                       | Номинация |
| Teen Choice Awards             | 2014 | Выбор TV актрисы: Комедия                                        | Хор                       | Победа    |
| Teen Choice Awards             | 2015 | Выбор TV актрисы: Комедия                                        | Хор                       | Победа    |
| Teen Choice Awards             | 2016 | Выбор TV актрисы: Комедия                                        | Королевы крика            | Номинация |
| Teen Choice Awards             | 2016 | Выбор TV злодея                                                  | Королевы крика            | Номинация |